# Heligmomerus deserti
Heligmomerus deserti är en spindelart som beskrevs av Pocock 1901. Heligmomerus deserti ingår i släktet Heligmomerus och familjen Idiopidae.
Artens utbredningsområde är Botswana. Inga underarter finns listade i Catalogue of Life.